# 50/50 – Freunde fürs (Über)Leben
50/50 –  Freunde fürs (Über)Leben ist eine US-amerikanische Komödie aus dem Jahre 2011 von Regisseur Jonathan Levine mit Joseph Gordon-Levitt und Seth Rogen in den Hauptrollen. Der Film, der auf den persönlichen Erfahrungen des Drehbuchautors Will Reiser basiert, macht sich vor allem darüber lustig, wie unbeholfen das Umfeld mit einer derart schweren Krankheit wie Krebs umgeht.

## Handlung
Adam, ein 27 Jahre alter Radioproduzent, der sich sonst bester Gesundheit erfreut, erfährt plötzlich von seiner Krebsdiagnose. Er berichtet seiner Freundin Rachael, seinem besten Freund Kyle, seiner Mutter Diane und seinem Vater Richard, der an Alzheimer erkrankt ist, von der Diagnose. Jeder geht mit dieser Nachricht und den nachfolgenden Behandlungen anders um. Adam beginnt eine Therapie bei der jungen und unerfahrenen Therapeutin Katherine, die ihm das Krankenhaus zugewiesen hat, und freundet sich mit den älteren Chemotherapie-Patienten Mitch und Alan an.
Im Verlauf des Films trennt sich Adam von seiner Freundin Rachael, nachdem sein Freund Kyle sie einen anderen hat küssen sehen. Kyle überzeugt Adam, dass die Krebserkrankung der perfekte Weg sei, Frauen ins Bett zu bekommen.
Die Chemotherapie schlägt nicht an, sodass sein Tumor operativ entfernt werden muss. Kurz zuvor war Mitch verstorben. Der Tumor kann entfernt werden, und Adam hat seine erste Verabredung mit Katherine.

## Hintergrund
Der Film sollte ursprünglich I’m With Cancer (englisch für Ich und der Krebs) heißen und vor der Veröffentlichung war dies der Arbeitstitel. Später wurde der Film in Live With It (englisch für Lebe damit) und letztendlich in 50/50 umbenannt. James McAvoy sollte ursprünglich die Hauptrolle des Adam spielen, zog sich aber später aus persönlichen Gründen von dem Projekt zurück. Die Rolle des Adam wurde mit Joseph Gordon-Levitt neu besetzt. Das Drehbuch basiert auf den persönlichen Erfahrungen des Autors Will Reisers, ein Freund und häufig Mitautor von Seth Rogen.  Durch die Da Ali G Show ist Will Reiser auch eng mit dem Produzenten Evan Goldberg verbunden. Die Dreharbeiten fanden vom 22. Februar 2010 bis zum 31. März 2010 statt.

## Kritik
Die Kritiken in englischsprachigen Ländern fielen überwiegend positiv aus. So zählt Rotten Tomatoes 200 Kritiken, von denen 93 % den Film positiv bewerteten. Das Portal formuliert als Konsens: „Ein herzensguter Film über ein schwieriges Thema, 50/50 bewegt sich zwischen Witz und Tragödie mit überraschender Gewandtheit.“ (A good-hearted film about a difficult topic, 50/50 maneuvers between jokes and drama with surprising finesse.)